# Brolæggerstræde
Brolæggerstræde er en gade i Københavns indre by, som forløber fra Nytorv ved Rådhusstræde til Badstuestræde og krydses undervejs af Knabrostræde. Gaden fik sit nuværende navn i slutningen af 1400-tallet og den nuværende bebyggelse er opført i forlængelse af Københavns brand 1795.

## Gadens udstrækning og navngivning
Indtil slutningen af 1400-tallet kendes gaden som Bernickestredet (Bernickestræde) eller Benneckestræde og gaden har sin nuværende udstrækning fra Nytorv til Badstuestræde. Knabrostræde er på dette tidspunkt anlagt alene mod syd. I den nordlige husrække ligger et kort blindt stræde kaldet Endeløstræde øst for nuværende Knabrostræde.
I slutningen 1400-tallet ændres navnet til Broliggerstræde (senere Brolæggerstræde) efter Per Jensen kaldet Brolægger. Per Jensen har givet stødet til brolægningen af København og da han ejer en ejendom i gaden bliver den opkaldt herefter.
Efter branden i 1728 brydes Knabrostræde igennem fra Brolæggerstræde til Vimmelskaftet og siden gives Endeløsstræde et knæk og føres ud til denne nye del af Knabrostræde.
Ved Københavns 2. brand i 1795 lægges gaden øde og i forbindelse med genopbygningen udvides dens bredde med 4-5 alen til sammenlagt 14 alen og gaden får i alt væsentligt det udseende den har i dag.

## Gadens forløb
Gadenumrene starter fra Badstuestræde med de lige numre på højre hånd.
Den fredede hjørnebygning Brolæggerstræde 2 (en) ejedes fra 1966 til hans død i 2015 af maleren Otto Frello, der havde atelier i stueetagen.
På venstre hånd, før Knabrostræde, findes i nr. 5 Bryggergården hvor J.C. Jacobsen voksede op og grundlagde den virksomhed som senere skulle blive til det Carlsberg vi kender i dag. I dag er ejendommen hjemsted for Ny Carlsbergfondet.
I nr. 7, på det østlige hjørne af Knabrostræde, hævder en plaket på hjørnet at J.C. Jacobsen er født her.
På det modstående hjørne, Brolæggerstræde 9, ligger den bryggergård hvor J.C. Jacobsens far Christen Jacobsen lærer bryggerhåndværket forud for overtagelsen af Bryggergården i nr. 5.

## Brolæggerfamilien
Per Jensen Brolægger, som har givet navn til gaden, var far til Jens Brolægger, som var rådmand (1516-1519) og dernæst borgmester (1519-1529) i København.
En efterkommer, Jens Brolægger jr., beskrives som borger af byen ved et møde i Køge i 1534.